# Gulhalet ravnekakadu
Gulhalet ravnekakadu (latin: Calyptorhynchus funereus) er en fugl i familien kakaduer i ordenen papegøjer, der lever i det østlige Australien og på Tasmanien.